# Samagir
Die „Ewenkische Nationalitätengemeinde Samagir“ (chinesisch 萨马街鄂温克民族乡, Pinyin Sàmǎjiē Èwēnkè Mínzú Xiāng) liegt in der kreisfreien Stadt Zalantun, die zum Verwaltungsgebiet der bezirksfreien Stadt Hulun Buir im Autonomen Gebiet Innere Mongolei der Volksrepublik China gehört. Samagir hat eine Fläche von 2596 km². Zum Jahresende 2003 wurden 8764 Einwohner gezählt. Die Nationalitätengemeinde wurde am 27. September 1984 gegründet. Sie liegt im Südwesten des Verwaltungsgebiets von Zalantun, am Osthang des Großen Hinggan-Gebirges direkt am Ufer des Jiqin He (济沁河).

## Wirtschaft
Samagir verfügt über 1817 km² Wald, 534 km² Grasland und nur gut 83 km² Ackerland. Dementsprechend lebt die Gemeinde hauptsächlich von der Forstwirtschaft, die vor allem Birken, Eichen, Espen, Weiden und Kirschapfel nutzt. Die Wälder Samagirs sind darüber hinaus reich an Isubrahirschen, Rehen, Wildschweinen, Ottern und Haselhühnern. Hinzu kommt die wachsende ökonomische Bedeutung der Nutzung von Wildgemüsen für biologische Ernährung und Kräutern für die traditionelle chinesische Medizin. In Samagir sind dies vor allem: Affenkopfpilz, Ohrlappenpilz, Speisepilze, Haselnüsse, Adlerfarn, Taglilien, Tragant, Ballonblumen, Fangfeng (Saposhnikovia divaricata), Cangzhu (Atractylodes lancea), Chinesisches Hasenohr (Bupleurum chinense) und Pfingstrosen (Paeonia obovata).

## Ewenken
Die Gemeinde ist eines der traditionellen Siedlungsgebiete des nordtungusischen Jägervolks der Ewenken, die heute nur noch eine kleine Minderheit (weniger als 400 Menschen) der Bevölkerung und – gesetzlich festgelegt – den Bürgermeister Samagirs stellen. Um das Jahr Shunzhi 18 (1661) herum zogen ewenkische Jägerfamilien aus dem Norden kommend in das Einzugsgebiet des Nen Jiang und von dort nach und nach weiter westwärts ins Große Hinggan-Gebirge. Im Jahre Guangxu 17 (1891) schlug der ewenkische Jäger Samayir (萨马伊热) mit seiner Familie am Ufer des Jiqin He sein Lager auf, das sich bald zu einer kleinen Siedlung entwickelte, aus der das heutige Samagir entstanden ist.

## Administrative Gliederung
Samagir setzt sich aus sechs Dörfern zusammen. Diese sind:
- Dorf Malonggou (马隆沟村), Sitz der Gemeinderegierung;
- Dorf Halakouzi (哈拉口子村);
- Neues Dorf Hongpaotai (红炮台新村);
- Dorf Hulin (护林村);
- Ewenkisches Dorf Liemin (鄂温克猎民村), das „Ewenkische Jägerdorf“;
- Dorf Tuanjie (团结村).